# Скобелево (област Пловдив)
 Тази статия е за селото в община Родопи.  За други села с това име вижте Скобелево.  
Скобелево е село в Южна България. То се намира в община Родопи, област Пловдив.

## География
Скобелево се намира в планински район, на 16 км над гр. Перущица по пътя за хижа „Върховръх“ и на 40 км от Пловдив. Разположено е на 1300 м надморска височина.  Асфалтовият път е реновиран. Със своите 321 завоя през 2008 г. беше кръг от рали шампионат. Селото е разположено под връх Попова шапка с панорамен изглед на север към Стара Планина; на запад се виждат Рила и Пирин. На юг е заобиколено от борови гори. Вечер ще видите цялото Тракийско поле пламнало със своите светлини. Отглеждат се екологично чисти ягоди, малини и картофи. Питейната вода е много мека и много студена – само 6°C. На 4km се намира вилно селище „Върховръх“.

## История
Селото е основано през 1878 г. Първите заселници са от родовете Гълъбови, Батинови и Пенчеви от с. Чурен, които идват по тези места (където са имали кошари) по времето на сенклеристкия бунт. Наричат новата заселка Долни Чурен. През май или юни 1878 г. през заселката минава генерал Скобелев, което става повод по-късно селото да бъде наречено Скобелево.
През 1882 – 1883 г. в една стая е отворено училище, по-късно са построени читалищна и общинска сгради.
В продължение на 50 години в Скобелево е съхранявано плененото знаме на табора, разбит през 1912 г. при Тъмръш.
На 2km на север се намира местността Градището. Там се е намирала крепост. Извършвани са разкопки. Не мога да уточня дали става дума за крепостта Перистица, която се намира на 10 км на юг от Перущица. На 4km в местността Пролука се намира тракийска могила, която е разкопана от иманяри. На юг от селото е минавал римски път.

## Население
Численост на населението според преброяванията през годините:
- 1880 – 17 души
- 1900 – 188 души

| \| Година на преброяване \| Численост \| \| --------------------- \| --------- \| \| 1934 \| 552 \| \| 1946 \| 680 \| \| 1956 \| 705 \| \| 1965 \| 715 \| \| 1975 \| 493 \| \| 1985 \| 265 \| \| 1992 \| 206 \| \| 2001 \| 155 \| \| 2011 \| 96 \| \| 2021 \| 44 \| |           |
| Година на преброяване | Численост |
| 1934 | 552       |
| 1946 | 680       |
| 1956 | 705       |
| 1965 | 715       |
| 1975 | 493       |
| 1985 | 265       |
| 1992 | 206       |
| 2001 | 155       |
| 2011 | 96        |
| 2021 | 44        |

### Етнически състав
Преброяване на населението през 2011 г.
Численост и дял на етническите групи според преброяването на населението през 2011 г.:
|                     | Численост | Дял (в %) |
| Общо                | 96        | 100.00    |
| Българи             | 88        | 91.66     |
| Турци               | 5         | 5.20      |
| Цигани              | 0         | 0.00      |
| Други               |           |           |
| Не се самоопределят |           |           |
| Неотговорили        | 1         | 1.04      |

## Религии
Православие.
Има отделна махала, в която живеят няколко семейства българи мохамедани.

## Редовни събития
Всяка първа събота на месец юни се организира традиционен събор